# 朱立立
朱立立，筆名荆棘，（英語：Chu Lily）是台灣女性作家。

## 生平
出生于湖北省黃岡縣（今武汉市新洲区）。曾就讀臺北市立中山女子高級中學、台灣大學園藝系畢業，新墨西哥大學實驗心理碩士及教育心理博士，研究生物和醫事技術，擁有多年醫院工作資歷。任美國密西根州蘇比略湖州立大學和新墨西哥州立大學教授，曾主執美國「少數民族及婦女研究計畫」，並在研究之餘從事心理諮商。以荊棘筆名寫作文藝，其著作有：小說選集《荊棘裡的南瓜》中的作品〈白色酢漿草〉和〈南瓜〉曾改編為同名電影；《蟲與其他》，《金蜘蛛網：非洲蠻荒行》，《異鄉的微笑》，《柳暗花明又三村》，《吳蠻琵琶行》，《荊棘與南瓜》， 《走遍世界村》等九本書。 熱衷於自然生態及環境保護，足跡遍及世界各大洲。2009年始，在《華人》月刊開創「身心健康在於我」專欄等。是海外女作家協會第14屆會長，也是聖地牙哥華文作家協會的創會會長。